# Aljamía

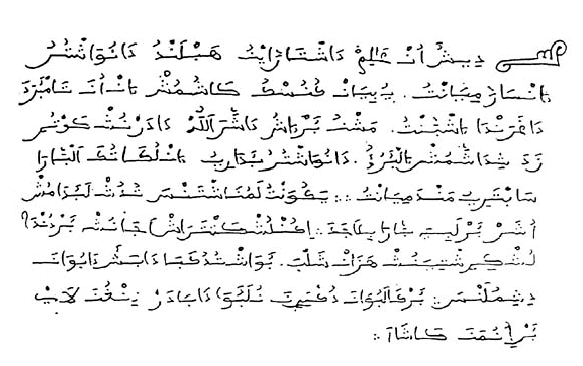
Texto aljamiado del mancebo de Arévalo. La transcripción, siguiendo la ortografía usual del castellano de la época, sería:
Dixo un alim d'este rreyno hablando de nuestro encerramiento: «Yo bien conozco que somos en una temporada [época] de grande espanto, mas no por eso dexara Allah de darnos cautoriçada [=castigo] si dexamos el pro'o [=el pro, la ventaja] de nuestro poderío en lo que toca al preçeptado mandamiento. Y a quanto l'amonestança [=el disimulo, la taqiyya], todos la podemos usar por la bía prebilejiada y con los cantares ajenos por donde los christianos hacen salva, pues todo cabe debaxo de buena disimulança, porque la buena doctrina no la puede bedar [=vedar, prohibir] ninguna ley por inumana que sea».

La aljamía o alyamía (en ortografía aljamiada: اَلجَمِيَذُ, del árabe الأعجَميَّة o العجَميَّة, romanizado al-ʾaŷamiyah o al-aʾaŷamiyah, «extranjera») es la escritura con caracteres árabes de una lengua no árabe; en español este nombre se aplica casi siempre a los documentos romances escritos con alfabeto árabe. En ese sentido, el nombre aljamía se puede aplicar a los pequeños textos romances incluidos dentro de textos árabes, como las jarchas, pero sobre todo a la llamada literatura aljamiado-morisca, escrita por musulmanes en los reinos de Castilla y Aragón en los siglos XIV a XVI.

## Texto aljamiado

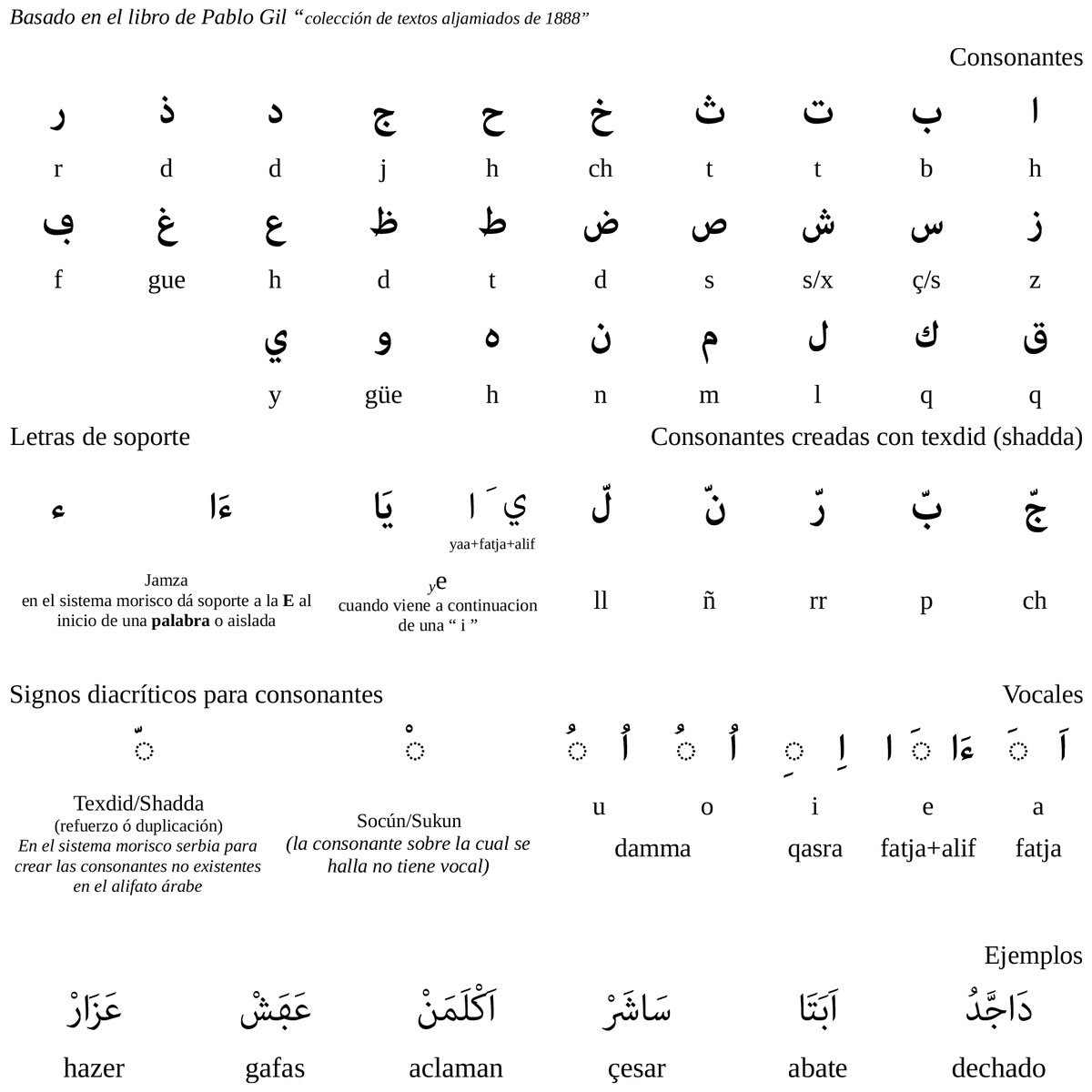
Cuadro de letras del alifato morisco, basado en la tabla del libro de Pablo Gil, colección de textos aljamiados, 1888. Zaragoza, España.

Se dice que un texto en lengua romance está aljamiado si está escrito en el alfabeto árabe o alfabeto hebreo, en lugar de en alfabeto latino.
El uso del alfabeto árabe para la escritura de lenguas no semíticas habladas por musulmanes ha sido habitual a lo largo de la historia, a pesar de las dificultades inherentes a adaptar una forma de escritura concebida para unas lenguas concretas (las semíticas) a lenguas de otras familias, como por ejemplo el español. Lenguas como el persa, el urdu, todas las lenguas túrquicas, el wólof, el malayo, el tamazight, el albanés, el bosnio o el afrikáans, se han escrito en algún momento con caracteres árabes y algunas como el persa y urdú siguen utilizando este sistema de escritura.
La escritura en aljamiado fue una constante de la vida de los moriscos, los musulmanes de al-Ándalus, obligados a convertirse al cristianismo pocos años después de la rendición de Granada en 1492.
En 1567, Felipe II hizo publicar una Pragmática Sanción que, entre otras restricciones, prohibió el uso de la lengua árabe. Cualquier uso del idioma fue convertido en un crimen, y se dio a los moriscos tres años para aprender castellano. Gran parte de los moriscos, sin embargo, residentes de varias generaciones en territorios cristianos como Castilla, Extremadura, Cataluña o Aragón, tenían ya como lengua materna el castellano, el aragonés o el catalán. La dispersión obligada de los moriscos granadinos, arabohablantes, como consecuencia de la sublevación de las Alpujarras y su mezcla con poblaciones moriscas romanizadas aceleró el proceso de desaparición de la lengua árabe, manteniendo su presencia únicamente en Valencia, cuya numerosísima población morisca conservó siempre, mayoritariamente, el árabe andalusí como lengua materna.
Los textos aljamiados son por tanto textos que los moriscos escribían en la que en la mayoría de los casos era su lengua materna, pero con la escritura propia de la lengua que ellos consideraban culta o sagrada, que era el árabe, lengua de su religión, del mismo modo que lo era el latín para los cristianos. La desaparición del conocimiento del árabe obligó a traducir al romance gran cantidad de material doctrinal, lo que incluía ejemplares del Corán que llevaban su correspondiente glosa en romance. Aunque la mayor parte del material escrito en aljamiado es religioso, existen también novelas y relatos de diverso tipo.
Los textos aljamiados, como otras lenguas no árabes que utilizan el alfabeto árabe, tuvo que adaptar esta forma de escritura creando signos propios (o dígrafos) para representar sonidos no existentes en árabe.
Los textos aljamiados, por otra parte, proporcionan una buena información sobre la pronunciación del romance, castellano y aragonés, de la época.
Se conoce en la actualidad la existencia de unos doscientos manuscritos aljamiado-moriscos. La mayoría de ellos se conservan en la Biblioteca del Departamento de Filología del CSIC (Madrid), en la Biblioteca Nacional de España y en la Biblioteca de la Real Academia de la Historia (Madrid). Otras bibliotecas en las que se conservan manuscritos aljamiado-moriscos son, por ejemplo: la Biblioteca nacional de Francia, la Biblioteca de Cataluña, la Biblioteca Vaticana y la Biblioteca de la Universidad de Upsala.
Estas son las letras que han servido para representar los sonidos del castellano:
| Letra árabe | Transcripción          |
| Alfabeto    | Alfabeto               |
| ----------- | ---------------------- |
| ا           | a                      |
| ب           | b, v, p                |
| ت           | t                      |
| ث           | t                      |
| ج           | j, ge, gi              |
| ح           | h                      |
| خ           | j                      |
| د           | d                      |
| ذ           | d                      |
| ر           | r                      |
| ز           | z, x                   |
| س           | s, ss, ç, ce, ci, x, z |
| ش           | x                      |
| ص           | s                      |
| ض           | d                      |
| ط           | t                      |
| ظ           | d                      |
| ع           | Ø                      |
| غ           | g                      |
| ف (ڢ)1      | f                      |
| ق (ڧ)1      | q, qu, c, k            |
| ك           | q, qu, c, k            |
| ل           | l                      |
| م           | m                      |
| ن           | n                      |
| ه           | h                      |
| و           | w, gu, gü, hu          |
| ي           | y                      |

Notas
1. Estas letras tienen dos variedades. Los primeros son el estilo comúnmente utilizado de "caligrafía árabe estándar". Los segundos son de estilo caligráfico magrebí, más habituales en los manuscritos aljamiados de la península Ibérica.

## Mozárabe aljamiado
El idioma mozárabe es el conjunto de dialectos de origen latino hablado en Al-Ándalus en estado de diglosia con el árabe andalusí. Este idioma se conoce principalmente por las jarchas, que forman parte de textos árabes y por tanto están en aljamía. Estas jarchas son consideradas además el primer testimonio de la lírica romance.
Se cree que el mozárabe ya había desaparecido en el siglo XIII. Por un lado, por las purgas almorávides y almohades, segundo lugar por la conquista cristiana, que originó la fusión de la lengua local con las hablas traídas por la Corona de Castilla y la Corona de Aragón.

## Español aljamiado
El español aljamiado o simplemente aljamía es la lengua española cuando esta se halla escrita en alifato árabe en lugar del alfabeto latino, sin alterar de ningún modo la lengua en sí. Aunque existen varias formas de transcribir el español al alfabeto árabe, la primera de ellas surgió durante la Edad Media en las zonas de al-Ándalus [cita requerida] y perduró hasta entrado el siglo XVI. En este primer método de transliteración las vocales se utilizaban según el sistema árabe, es decir como tildes sobre la consonante a la que se añaden, creándose la combinación de la fatha (َ) más la álif (ا) para escribir la vocal e; la o y la u no se distinguían, transcribiéndose ambas con damma (ُ).

## Literatura aljamiada
Por literatura aljamiada se entiende el conjunto de obras literarias escritas en una lengua románica peninsular con grafías del alifato árabe o alefato hebreo. La palabra aljamía deriva del árabe al‘aǧamíyya, que es el nombre árabe con el que denominan las lenguas extranjeras.
La escritura aljamiada fue desarrollada por musulmanes (mudéjares y moriscos) sometidos a pagar importantes tributos a partir de la reconquista cristiana, ya que la población musulmana, sobre todo en las capas sociales más bajas (campesinos especialmente), en muchos casos o bien había adoptado la lengua romance tras quedar en zonas cristianas, o ya la hablaba antes de la reconquista, en aquellos territorios de Al-Ándalus menos arabizados; no obstante también quedaron muchos musulmanes de lengua árabe tanto en la corona de Castilla como la de Aragón. Los musulmanes de habla romance conservaban el alfabeto árabe por motivos religiosos y por la valoración que el islam da a la caligrafía. Tras la expulsión definitiva de este grupo de población en 1609, la literatura aljamiada perduró en el Magreb, Europa y el Oriente Próximo.[cita requerida] Aparte de eso contamos con una producción escrita sefardí aljamiada en caracteres hebreos e incluso árabes.[cita requerida]
La mayor parte de los escritos aljamiados tratan de materias religiosas o jurídicas. Sin embargo, también se produjeron textos de creación, tanto de literatura moral, sapiencial y didáctica como de ficción en prosa y en verso.
La literatura aljamiada se puede dividir en dos etapas. La primera comprende desde el siglo XIV, en que se redacta el primer texto de importancia reconocida, el Poema de Yuçuf; hasta principios del siglo XVI, fecha de la conversión forzosa de los musulmanes, que a partir de entonces serán llamados moriscos. En esta etapa se producen textos aljamiados en Castilla y Aragón. El abulense Omar Patún escribe su hajj a fines del siglo XV.
La segunda etapa comprende todo el siglo XVI hasta 1609, en que se produce la expulsión definitiva de los moriscos españoles. En 1566, además, una pragmática prohibía el empleo del árabe, con lo cual la literatura aljamiada tuvo que esconderse, de forma que muchos hallazgos de la misma se hicieron al reformar casas antiguamente habitadas por moriscos, como ocurrió en Belchite en 1716 o a fines del siglo XIX cuando se descubrió toda una biblioteca emparedada en Almonacid de la Sierra, o en Morés, donde se descubrió el Poema de Yuçuf. En esta segunda fase la escritura aljamiada se desplaza para ser predominante en el territorio aragonés. Puede mencionarse por su popularidad (se han conservado seis manuscritos) una leyenda, la Historia de la doncella Carcayona. A fines del XVI o primeros años del siglo XVII responden, por ejemplo, las Coplas del peregrino de Puey Monzón, escritas por la misma época en que Mohamad Rabadán, morisco de Rueda de Jalón, componía su Canto de las Lunas.
Por fin, deberíamos hablar de una tercera fase de producción aljamiada en el exilio, pues las comunidades hispanoárabes y sefarditas siguieron escribiendo en sus lenguas románicas en los lugares adonde se vieron obligados a emigrar. [cita requerida]

### Época mudéjar
De la época mudéjar podemos destacar, además del Poema de Yuçuf citado, la redacción de la Suma de los principales mandamientos y debadamientos de la Ley y Sunna, del muftí de Segovia Içe de Gebir, que data de 1462. Se trata de una recopilación de leyes, llamadas «leyes de moros», que venía a culminar un corpus jurídico para la regulación de la comunidad musulmana mudéjar en Castilla. Finaliza con la expulsión de los moriscos de Castilla en 1502, fecha en la que muchos de ellos se asientan a través del condado de Medinaceli en los valles del Jalón y Jiloca.

## Aragonés aljamiado
En el caso aragonés habría que retrotraer la época mudéjar hasta 1526, fecha en la que las leyes de la conversión forzosa de los musulmanes fue promulgada también para los mudéjares aragoneses. Destaca la producción del más importante escritor aljamiado del periodo mudéjar de nombre conocido, el Mancebo de Arévalo, llegado en 1502 a Aragón. Escribió libros de religión musulmana: Tafçira, Sumario, Breve Compendio y Calendario, descubierto en 2002 por Bernabé Pons. Estas obras fueron vulgarizadas a menudo por moriscos aragoneses, como muestra un Breve Compendio donde se observa la intervención de Baray de Reminyo, alfaquí de Cadrete.

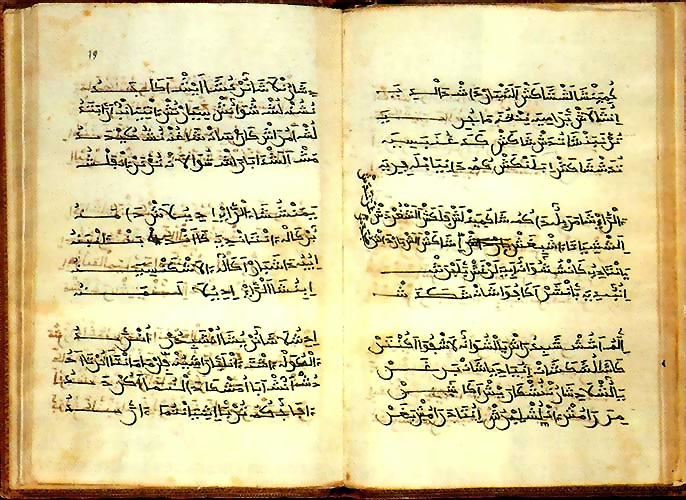
Manuscrito del Poema de Yuçuf

### ElPoema de Yuçuf
La más importante obra de literatura aljamiada de época mudéjar es un poema escrito en cuaderna vía, el Poema de Yuçuf, por un morisco aragonés, cuyo contenido refleja el comentario a la sura XII del Corán (Sûrat Yûsuf), completado con la Leyenda dorada.
Ramón Menéndez Pidal lo dató en el siglo XIV, y define su lengua como romance aragonés. El texto narra la historia de José del Génesis. De este poema se nos han conservado unos trescientos ochenta versos. Destaca su capacidad para la expresión de momentos de gran lirismo.

### Época morisca
Los moriscos, obligados a convertirse, mantienen en privado su religión y costumbres. Para no perderlas se apoyan en la escritura de estos textos en una grafía críptica para los cristianos, que intentan preservar la cultura religiosa, legal y literaria musulmana. Por ello, muchos de estos códices, siempre manuscritos, se han encontrado en los lugares más recónditos, escondidos entre las paredes de una casa o enterrados. La mayoría de estos textos se ha descubierto al hacer obras en un edificio o de modo casual, como el Poema de Yusuf, que fue hallado en una cueva.
Como dijimos, la actividad se centra en las comarcas occidentales de Aragón: Calatayud, Tarazona, Daroca... Se escriben textos de todo tipo: Leyendas bíblicas: Historia de Ayub (Job), Racontamiento de Sulayman (Salomón), Leyenda de Musa (Moisés), Historia del sacrificio de Ismaíl, o la leyenda de Yusuf (José, hijo de Jacob), del que citamos arriba un precedente medieval, y que retoma esta difundida historia para contar el encuentro de José y Jacob tras ocho décadas de ausencia. Fue editada en 1888 por Guillén Robles y data de la primera mitad del XVI.
También encontramos historias de la vida de Jesús ('Isà): Nacimiento de 'Isà y del hijo de una vieja, Historia que acaeció en tiempos de 'Isà o Jesús resucita a Sem, hijo de Noé. Otro ciclo abundante narra pasajes de la vida y milagros de Mahoma. En el ámbito pagano, sigue viva entre los moriscos la figura de Alejandro Magno, como refleja el Recontamiento del rey Alisandere.
Encontramos también el intento de preservar la épica de los primeros años del islam, que abunda en episodios maravillosos. Cabe destacar el Libro de las batallas, la Leyenda del alcázar de oro y la historia del dragón con Ali ibnu Abi Talib, la Leyenda de Ali ibnu Abi Talib y las cuarenta doncellas, la Leyenda de la muerte de Bilel ibnu Hamemah, pregonero del annabí Muhámad (profeta Mahoma) o la Leyenda de la conversión de Omar.
Otro grupo de textos lo comprenden itinerarios o guías de viaje cuya finalidad era ayudar en el camino del exilio a los moriscos españoles, como el Itinerario de España a Turquía o los Avisos para el caminante.
También se escribieron tratados esotéricos, como el Libro de los sueños y el Libro de los dichos maravillosos, que contiene toda suerte de conjuros, sortilegios y fórmulas destinadas a la adivinación.
Aunque la producción de prosa de ficción no es dominante, podemos señalar algunas obras, como el Recontamiento de Al-Miqdâd y Al-Mayâsa, editada por Alberto Montaner Frutos en 1988, que es una imaginativa novela de aventuras. Otras obras son El baño de Zarieb, Leyenda de la doncella Arcayona, Leyenda de los dos amigos, Estoria de la ciudad de Allatón y de los alcáncames, Los fechos de Bulluqiya (ambas basadas en relatos de Las mil y una noches), El arrepentimiento del desdichado, una novela de viaje que, de modo similar al Lazarillo de Tormes, describe las costumbres de la vida del siglo XVI o la Historia de los amores de Paris y Viana, traducción de un libro de caballerías que se ambientaba en la sucesión al reino de Francia. De carácter maravilloso, aunque basado en la sura XVIII del Corán, es Dulkarnain (publicado también por Robles Guillén en 1888), un personaje al que Alá favorece con poderes extraordinarios para la conquista de nuevas tierras. Contiene numerosos episodios sobrenaturales, como uno en el que lucha el demonio contra Aristóteles, que representa las fuerzas del bien y es ayudado por Jedr (identificado por Manuel Alvar como la potencia vital, tal vez en parcial símil del homónimo profeta coránico), en el espíritu de Alejandro Magno niño.
Las obras en verso son más escasas. Aunque podemos citar la Almadha de alabança al annabí Muhammad (Elogio en alabanza del profeta Mahoma), lo más sobresaliente son las Coplas del peregrino de Puey Monzón y la obra poética de Mohamad Rabadán, obra y autor ya del siglo XVII, que antecedieron en pocos años a la definitiva expulsión de los moriscos.
Las Coplas del peregrino de Puey Monzón fueron escritas por un morisco del que solo sabemos lo que relata el poema: que viajó desde su lugar de origen, Pueyo de Monzón (hoy Pueyo de Santa Cruz) a La Meca en 1603 en cumplimiento del deber islámico. Según Lasheras es el mejor poema de la aljamía aragonesa, con episodios de gran belleza, como la narración de la tempestad en el golfo de Sidra, que a punto está de hacer naufragar al peregrino:

Cuando partí caminero
de la tierra de bendición
quebrantose mi coraçón
sábelo Alá el verdadero;
partiendo del Mensajero
recreçentó mi fortuna,
que muero y vivo a una
d'este dolor lastimero
Copla LXXV.

La obra, de setenta y nueve coplas de diez versos octosílabos con rima abrazada (abba) apareció, según testimonio de Mariano de Pano «Al derribar una casa antigua del pueblo de Almonacid de la Sierra [...] oculta en el hueco y falsete que dejaba el doble piso de una habitación», junto con toda una biblioteca y los útiles típicos de un taller de encuadernación.
Por lo que respecta a Mohamad Rabadán, natural de Rueda de Jalón, escribió un conjunto de romances que nos hablan de costumbres islámicas y en el que destaca la descripción de la naturaleza. Sus poemas transmiten el sentimiento de marginación de un morisco bautizado a la fuerza, vigilado en su intimidad y perseguido e imploran ayuda a Alá para aliviar este sufrimiento. Su obra está destinada a sus semejantes y su intención es catequética y moralizante. Entre el resto de su producción se pueden citar la Historia genealógica de Mahoma, Historia del espanto del día del juicio, El discurso de la luz, Canto de las lunas y Los nombres de Allah.